# Oh My Girl
Le Oh My Girl (오마이걸?) sono un gruppo musicale sudcoreano, formatosi a Seul nel 2015.

## Formazione
- Hyojung (효정) – leader, voce (2015-presente)
- Mimi (미미) – rap (2015-presente)
- YooA (유아) – voce (2015-presente)
- Seunghee (승희) – voce (2015-presente)
- Yubin (유빈) – voce (2015-presente)
- Arin (아린) – voce (2015-presente)

Ex-membri
- JinE (진이) – voce (2015-2017)
- Jiho (지호) – voce (2015-2022)

## Discografia

### Album in studio
- 2019 – Oh My Girl Japan Debut Album
- 2019 – The Fifth Season
- 2019 – Oh My Girl Japan 2nd Album
- 2020 – Eternally
- 2022 – Real Love

### Raccolte
- 2022 – Oh My Girl Best

### EP
- 2015 – Oh My Girl
- 2015 – Closer
- 2016 – Pink Ocean
- 2016 – Windy Day
- 2017 – Coloring Book
- 2018 – Secret Garden
- 2018 – Remember Me
- 2020 – Nonstop
- 2021 – Dear OhMyGirl
- 2023 – Golden Hourglass
- 2024 – Dreamy Resonance